# Juan Bautista Carrasco (insurgente)
Juan Bautista Carrasco fue un insurgente novohispano que participó en la Independencia de México. 

## Independencia
Se incorporó a la lucha armada en San Miguel el Grande en unión de José Luis Malo y Luis G. Mireles. Fue nombrado Brigadier en Celaya. Fue despachado a Acámbaro por órdenes de Miguel Hidalgo con el fin de conseguir parque, recursos y soldados, reincorporándose en Silao pocos días después. Durante la Batalla del Monte de las Cruces y la Batalla de Guanajuato mandó su columna de hombres contra las fuerzas novohispanas, estando a las órdenes de Mariano Jiménez, al igual que José Luis Malo. Defendió Guanajuato, y luego se retiró a Zacatecas con Ignacio Allende. Allende, al enviar a Mariano Jiménez al norte, comisionó a Carrasco, a Mireles y a Malo como subalternos.  Participó en la Batalla de Aguanueva y entró con sus tropas a Saltillo. Por órdenes de Jiménez, continuó la campaña junto con Luis G. Mireles, hasta Monterrey con 200 hombres, pues él tenía que hacerse cargo de la administración de la comarca. Al llegar a la capital del Nuevo Reino de León, el señor Obispo Marín se embarcó con dirección a Veracruz escapando de los insurgentes, mientras que el gobernador Manuel Santa María, encontrándose con muy pocos soldados con que hacerles frente, se adhirió a la causa independentista, dándosele el grado de Mariscal. Con esto, se tenía controlada la zona norte, pues Antonio Cordero y Bustamante, gobernador de Coahuila, era prisionero de Mariano Jiménez; Manuel María de Salcedo, gobernador de Texas, era prisionero de Juan Bautista de las Casas; Manuel de Iturbe e Iraeta de Nuevo Santander había huido y Santa María de Nuevo León se había adherido a la causa revolucionaria. A mediados de enero de 1811 recibió a la comitiva independentista. Al enterarse de la retirada de los insurgentes y de la llegada de Ochoa y de Melgares se retiró junto con Santa María a la Hacienda de Patos, donde se encontró con Ignacio Allende. Fue designado para ir a Estados Unidos en busca de un refugio, pero cayó prisionero en Baján, siendo llevado a Chihuahua para ser juzgado. Fue fusilado el 10 de mayo de 1811 junto con Ignacio Camargo y Agustín Marroquín.